# 얼리전트 (소설)
《얼리전트》(영어: Allegiant)는 베로니카 로스의 소설로, 《다이버전트 삼부작》의 세번째 작품이다.